# 博登湖县
博登湖县（德語：Bodenseekreis）是德国巴登-符腾堡州的一个县，隶属于蒂宾根行政区，首府腓特烈港。

## 地理
博登湖县北面与锡格马林根县和拉芬斯堡县，东面与巴伐利亚州的林道县相邻，南面以博登湖作为与瑞士和奥地利的天然国界，与瑞士的图尔高州和圣加仑州、奥地利的福拉尔贝格州隔湖相望，西面与康斯坦茨县（弗赖堡行政区）相邻。

## 县域状况

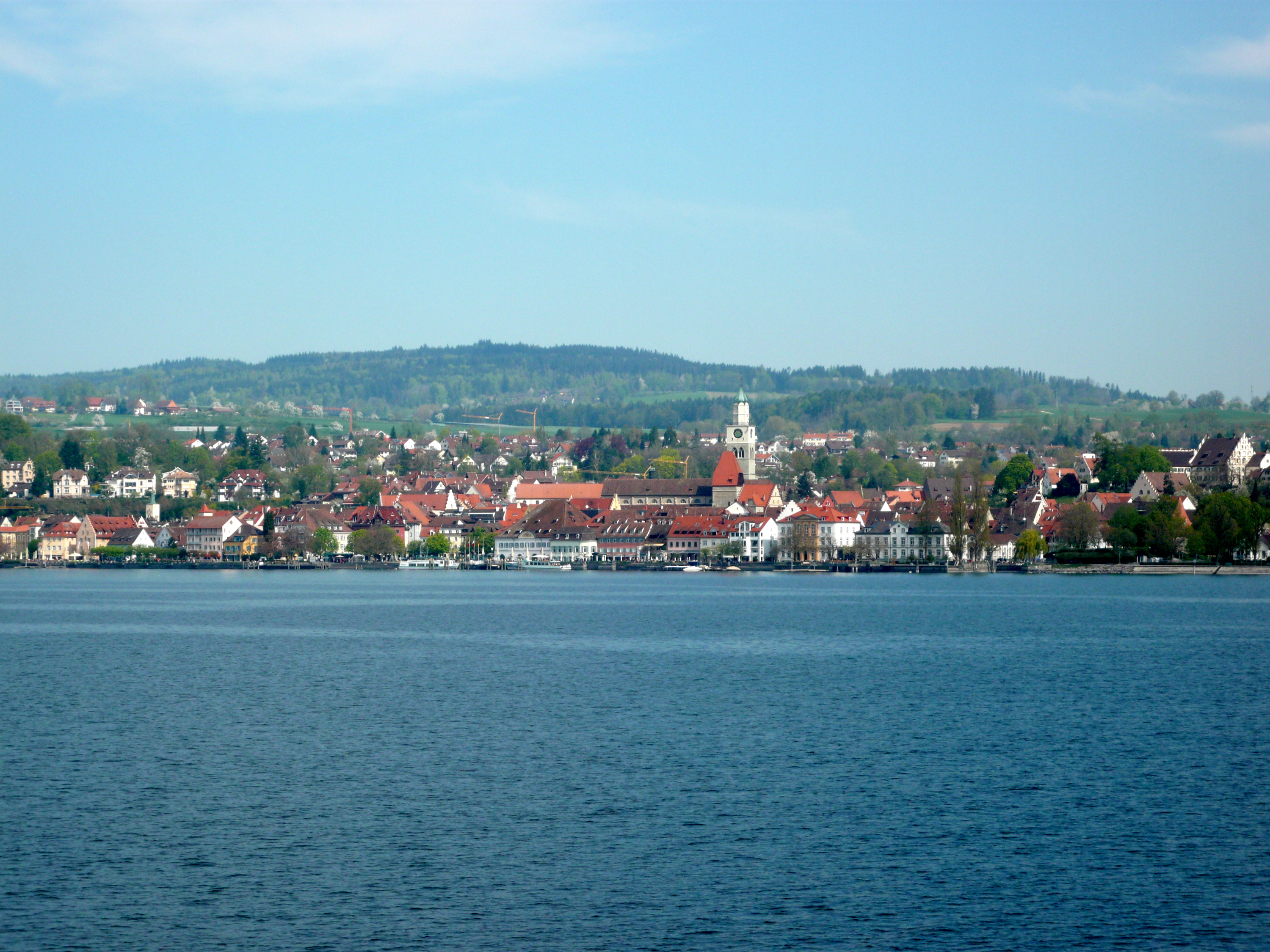
博登湖畔的于伯林根
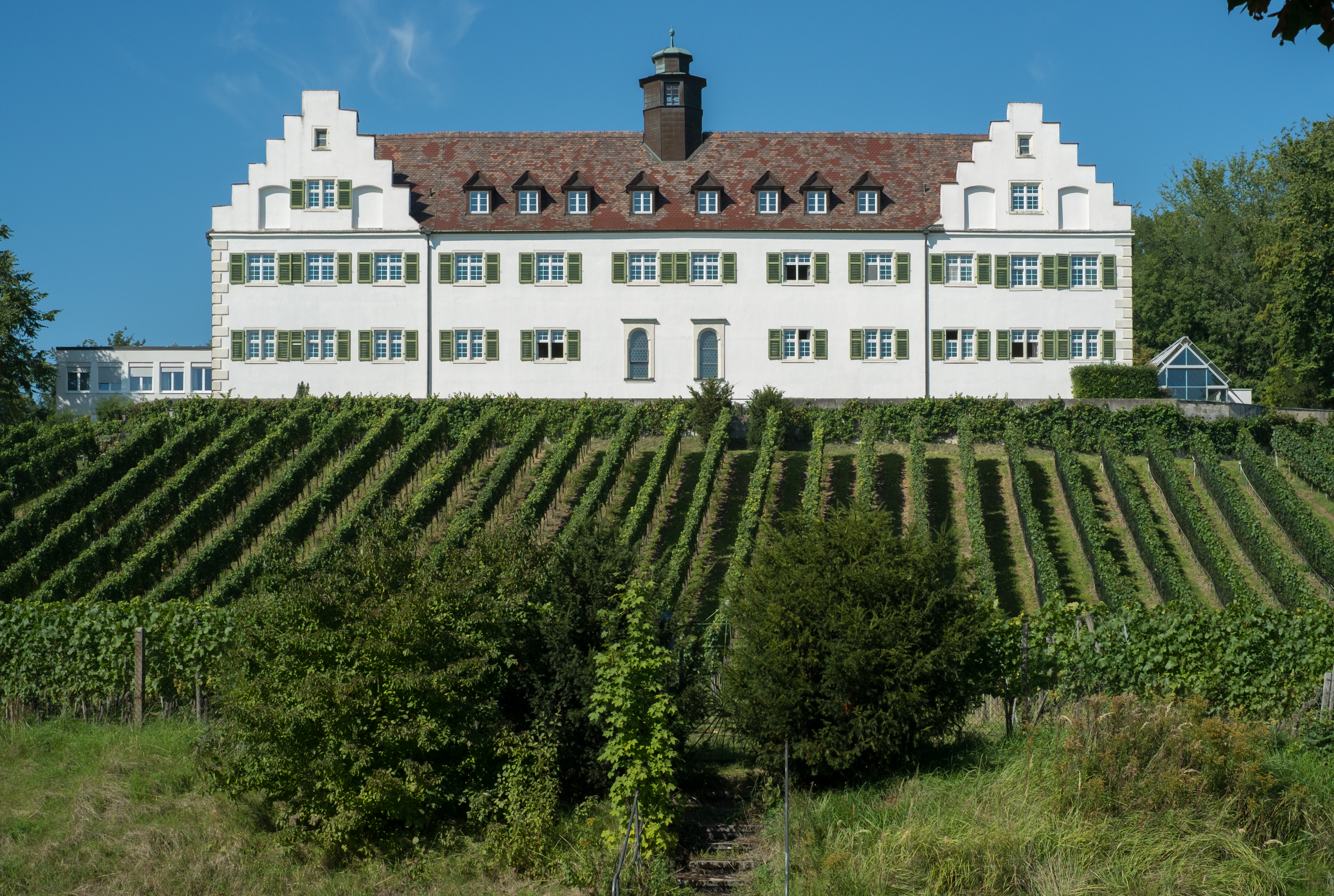
位于博登湖畔伊门施塔德的黑尔斯贝格城堡（Schloss Hersberg）
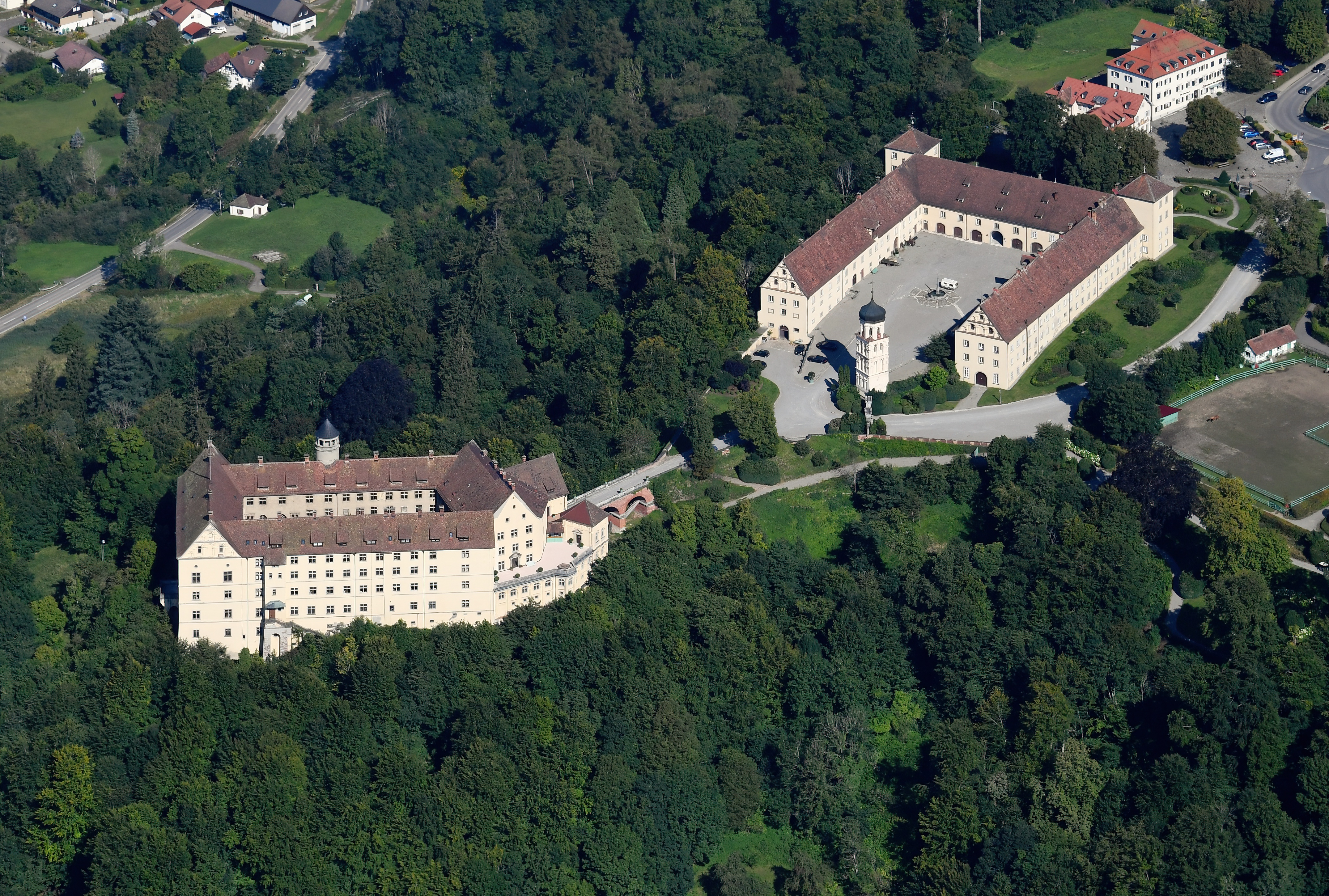
在博登湖县北，海拔约730米的海利根贝格城堡（Schloss Heiligenberg），由菲斯滕贝格家族所有，为文艺复兴建筑风格
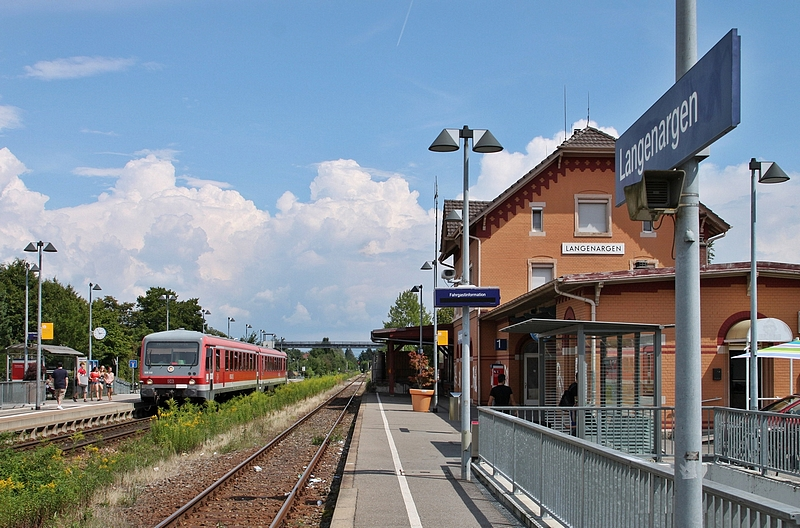
县东南朗根阿根火车站和由林道驶往腓特烈港中途到站的DB628

博登湖县是巴登-符腾堡州最具经济创新性的地区之一，根据州2008年调查统计显示该县在全州中创新实力指数名列第一。这一地位首先归功于当地的高科技和尖端技术公司，包括汽车供应商和机器制造商采埃孚和MTU腓特烈港有限公司，以及集中在腓特烈港西部的一众航空航天技术公司。
博登湖县也是农业产地，2011年的统计显示全县总面积的56.9%土地是农业用地。林业方面，全县森林覆盖率在2014年为29%，其中58%为当地私人所有。

### 人口
下表人口数据来自人口普查结果（¹）和巴登-符腾堡州统计局发布的统计数据
| 统计时间       | 居民人数 |
| -------------- | -------- |
| 1973年12月31日 | 161.906  |
| 1975年12月31日 | 162.236  |
| 1980年12月31日 | 170.353  |
| 1985年12月31日 | 172.981  |
| 1987年5月25日¹ | 172.776  |
| 1990年12月31日 | 183.774  |

| 统计时间       | 居民人数 |
| -------------- | -------- |
| 1995年12月31日 | 192.947  |
| 2000年12月31日 | 199.181  |
| 2005年12月31日 | 205.446  |
| 2010年12月31日 | 208.367  |
| 2015年12月31日 | 212.201  |
| 2020年12月31日 | 217.901  |

### 交通建设
在1847年11月8日，位于腓特烈港的火车站投入使用，是博登湖地区首座火车站，是当时皇家符腾堡国家铁路（Württembergische Staatsbahn）南段的重要组成部分。符腾堡王国也实现了赶在了巴伐利亚王国和巴登大公国之前建成连接博登湖铁路的目标。隶属于巴登大公国国家铁路的施塔林根（Stahringen，今博登湖畔拉多尔夫采尔）到于伯林根的这一段铁路则在1895年8月18日才建成，并在1901年才延伸至腓特烈港。1899年连接腓特烈港和博登湖东侧林道的铁路线建成，林道当时已建成隶属于皇家巴伐利亚国家铁路的路德维希南北铁路线（Ludwig-Süd-Nord-Bahn），新的铁路线建成让皇家符腾堡国家铁路和皇家巴伐利亚国家铁路实现了联通。